# Rue Fauvet
Pour les articles homonymes, voir Fauvet.
La rue Fauvet est une voie du 18e arrondissement de Paris, en France.

## Situation et accès
La rue Fauvet est une voie publique située dans le 18e arrondissement de Paris. Elle débute au 51, rue Ganneron et se termine au 36, avenue de Saint-Ouen.

## Origine du nom

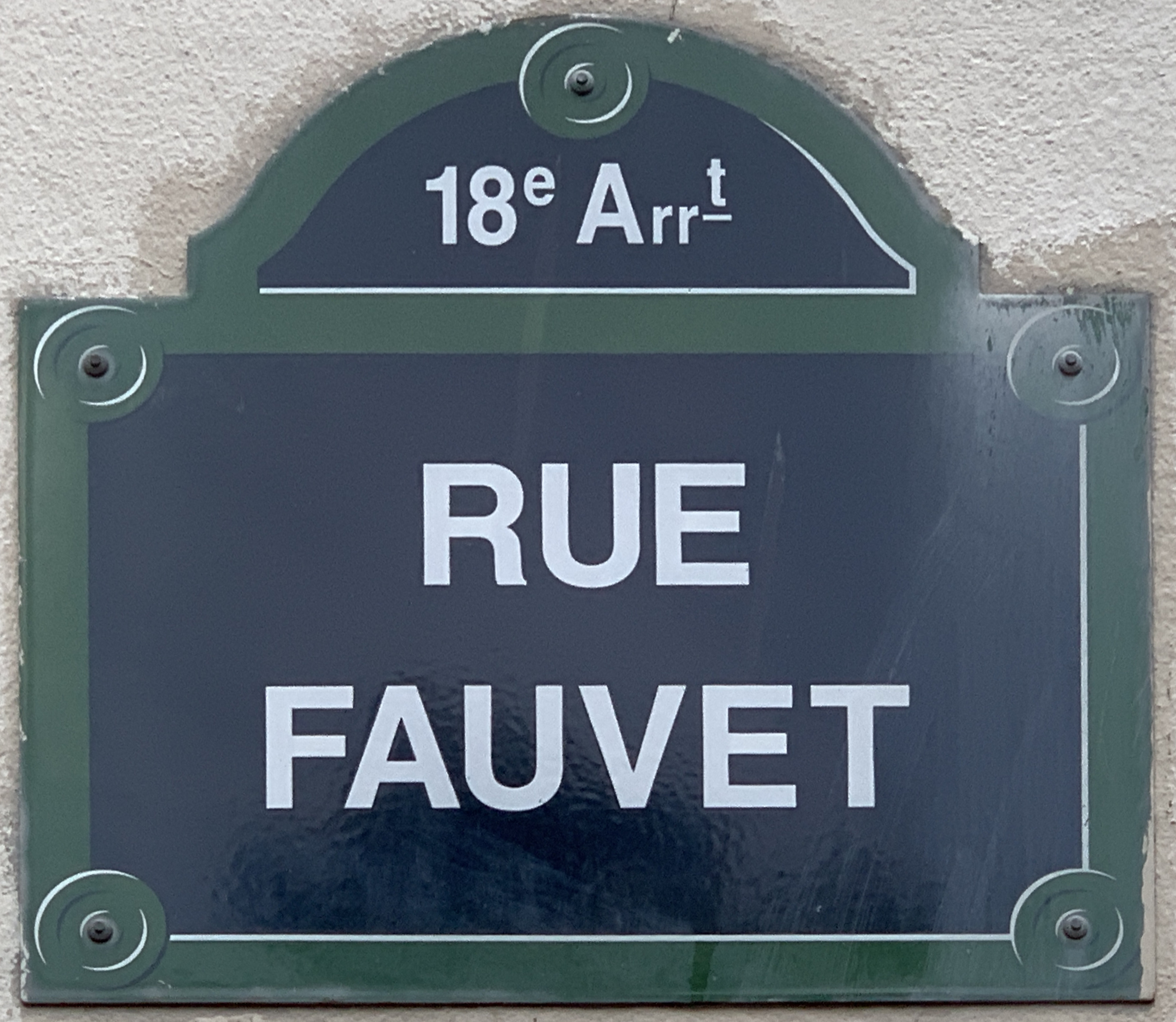
Plaque de la rue.

La rue tire son nom de celui d'un ancien  propriétaire.

## Historique
Cette voie est ouverte, sur le territoire de l'ancienne commune de Montmartre, sous sa dénomination actuelle vers 1850.
Elle est classée dans la voirie parisienne par un décret du 23 mai 1863.